# Săcele, Constanța
Săcele este satul de reședință al comunei cu același nume din județul Constanța, Dobrogea, România. În trecut localitatea a purtat numele de Peletlia (în turcă Peletli). La recensământul din 2002 avea o populație de 2148 locuitori.

## Personalități
În această localitate s-a născut fotbalistul Gheorghe Hagi.